# صلاح أبو سيف
صلاح أبو سيف (10 مايو 1915 – 22 يونيو 1996)، مخرج أفلام مصري وأحد أشهر مخرجي السينما المصرية، والأب الروحي للسينما الواقعية الجديدة في السينما المصرية. تعتبر العديد من الأفلام التي أخرجها والتي يبلغ عددها 41 فيلمًا من الكلاسيكيات المصرية، حيث يوجد 11 فيلمًا في قائمة أفضل 100 فيلم مصري. كان فيلمه "البداية والنهاية" (1960) أول فيلم مقتبس عن رواية كتبها نجيب محفوظ الحائز على جائزة نوبل. كان عضوًا في لجنة التحكيم في مهرجان موسكو السينمائي الدولي العاشر في عام 1977.

## حياته
وُلد صلاح أبو سيف في يوم 10 مايو عام 1915م. في محافظة بني سويف مركز الواسطي قرية الحومة. توفي والده باكراً فعاش أبو سيف يتيماً مع والدته التي قامت على تربيته بشكل صارم. بعد الانتهاء من الدراسة الابتدائية التحق أبو سيف بمدرسة التجارة المتوسطة ، كذلك عمل أبو سيف في شركة النسيج بمدينة المحلة الكبرى وفي نفس الوقت اشتغل بالصحافة الفنية ثم انكب على دراسة فروع السينما المختلفة والعلوم المتعلقة بها مثل الموسيقى وعلم النفس والمنطق.
عمل أبو سيف لمدة ثلاث سنوات في المحلة من 1933 إلى 1936 وكانت فترة تحصيل مهمة في حياته وقام بهذه الفترة بإخراج بعض المسرحيات لفريق مكون من هواة العاملين بالشركة، وأتيحت له فرصة الالتقاء بالمخرج «نيازي مصطفى» الذي ذهب للمحلة ليحقق فيلماً تسجيلياً عن الشركة، ودهش نيازي مصطفى من ثقافة أبو سيف ودرايته بأصول الفن السينمائي ووعده بأن يعمل على نقله إلى استوديو مصر.
فبدأ صلاح أبو سيف العمل بالمونتاج في استوديو مصر، ومن ثمَّ أصبح رئيساً لقسم المونتاج بالإستوديو لمدة عشر سنوات حيث تتلمذ على يده الكثيرون في فن ال مونتاج. كذلك التقى في استوديو مصر بزوجته فيما بعد «رفيقة أبو جبل» وكذلك بـ«كمال سليم» مخرج فيلم العزيمة 
وفي بداية العام 1939 وقبل سفره إلى فرنسا لدراسة السينما عمل صلاح أبو سيف كمساعد أول للمخرج كمال سليم في فيلم العزيمة والذي يُعَدُّ الفيلم الواقعي الأول في السينما المصرية. وفي أواخر عام 1939 عاد أبو سيف من فرنسا بسبب الحرب العالمية الثانية، وفي العام 1946 قام صلاح أبو سيف بتجربته الأولى في الإخراج السينمائي الروائي وكان هذا الفيلم هو دايما في قلبي المقتبس عن الفيلم الأجنبي جسر ووترلو، وكان من بطولة عقيلة راتب وعماد حمدي ودولت أبيض.
وفي العام 1950 عندما عاد صلاح أبو سيف من إيطاليا حيث كان يخرج النسخة العربية من فيلم الصقر بطولة عماد حمدي وسامية جمال وفريد شوقي كان قد تأثر بتيار الواقعية الجديدة في السينما الإيطالية وأصرَّ على أن يخوض هذه التجربة من خلال السينما المصرية.
وقد أخرج للسينما العراقية فيلم القادسية عام 1982م والذي اشترك فيه العديد من الفنانين العرب من مختلف اقطار الوطن العربي من العراق ومصر والكويت وسوريا والمغرب وغيرها من الفنانين العرب هم سعاد حسني وعزت العلايلي وشذى سالم وليلى طاهر ومحمد حسن الجندي وهالة شوكت وكنعان وصفي وسعدية الزيدي وطعمة التميمي وقاسم محمد وقائد النعماني وسعدي يونس وبدري حسون فريد وجبار كاظم وهاني هاني وقاسم الملاك وغازي الكناني وفوزية عارف وبهجت الجبوري وكامل الكيسي وضياء محمد ونزار السامراني وكنعان عز الدين ويعقوب أبو غزالة.
لقد اشترك أبو سيف في كتابة السيناريو لمعظم أفلامه فهو يُعِدُّ كتابة السيناريو أهم مراحل إعداد الفيلم فمن الممكن عمل فيلم جيد بسيناريو جيد وإخراج سيئ ولكن العكس غير ممكن لذا فهو يشارك في كتابة السيناريو لكي يضمن أن يكون كل ما كتبه السيناريست متفقاً مع لغته السينمائية.
كما أنه عُيّن رئيساً لأول شركة سينمائية قطاع عام فيلمنتاج في الفترة من 1961 وحتى 1965 وقد توفي صلاح أبو سيف في 22 يونيو 1996.

## أعماله
تقول عنه الناقدة الألمانية «أريكا ريشتر» صلاح أبو سيف هو أستاذ الأفلام الواقعية في مصر. وتعتبر أفلامه بمثابة العمود الفقري لهذا الاتجاه، تلك الأفلام التي تستطيع من خلالها دراسة أهم المواضيع والأساليب والحلول الفنية التي يلجأ إليها الفيلم الواقعي في مصر للقضايا التي يواجهها ويتصدى لها. ولقد استطاع أبو سيف أن يواجه الأفلام اللاواقعية التي تنتجها «هوليود الشرق» بأفلام ذات مضمون شعبي وإنساني - اشتراكي، وأصبح بذلك سنداً ومحرضاً وممهداً للسينما المصرية التقدمية، مساهماً بذلك مع كل الجهود الجدية في هذا المجال. ويُعَدُّ الشباب الممثل الثاني للسينما المصرية بعد «كمال سليم». كذلك استطاع أن يدخل الفيلم المصري في نطاق تاريخ الفن السينمائي العالمي. ولقد عرضت أفلامه في مهرجانات كان، البندقية، موسكو، كارلوفي - فاري وبرلين.
قدّم صلاح أبو سيف، في حياته الفنية (50 عاماً)، أربعين فيلماً نال عليها جوائز وأوسمة كثيرة في مهرجانات عربية ودولية منها:

### إخراج الأفلام
- 1942: نمره 6 / العمر واحد
- 1946: دايما في قلبي
- 1947: المنتقم
- 1948: مغامرات عنتر وعبلة
- 1949: شارع البهلوان
- 1950: الصقر
- 1951: لك يوم يا ظالمات
- 1952: الحب بهدلة
- 1952: الأسطى حسن
- 1953: ريا وسكينة
- 1954: الوحش
- 1956: شباب امرأة
- 1957: لا أنام
- 1957: الوسادة الخالية
- 1957: الفتوة
- 1957: الطريق المسدود
- 1958: هذا هو الحب
- 1958: مجرم في إجازة
- 1959: أنا حرة
- 1960: لوعة الحب
- 1960: بين السما والأرض
- 1960: بداية ونهاية
- 1960: البنات والصيف
- 1961: لا تطفئ الشمس
- 1962: رسالة من امرأة مجهولة
- 1963: لا وقت للحب
- 1966: القاهرة 30
- 1967: الزوجة الثانية
- 1968: القضية 68
- 1968: 3 نساء
- 1969: شيء من العذاب
- 1971: فجر الإسلام
- 1973: حمام الملاطيلي
- 1975: الكداب
- 1976: سنة أولى حب
- 1976: وسقطت في بحر العسل
- 1977: السقا مات
- 1978: المجرم
- 1982: القادسية
- 1986: البداية
- 1991: المواطن مصري[10]
- 1994: السيد كاف

### إخراج الأفلام القصيرة
- 1937: حلم الشباب
- 1949: زال الشر

### التأليف
- 1942: نمره 6 / العمر واحد (قصة وسيناريو وحوار)
- 1947: المنتقم (سيناريو)
- 1949: شارع البهلوان (قصة وسيناريو وحوار)
- 1950: العقل زينة (قصة وسيناريو وحوار)
- 1951: لك يوم يا ظالم (سيناريو وحوار)
- 1952: الحب بهدلة (سيناريو)
- 1953: ريا وسكينة (سيناريو)
- 1954: الوحش (سيناريو وحوار)
- 1956: شباب امرأة (سيناريو)
- 1957: الفتوة (سيناريو)
- 1960: لوعة الحب (سيناريو وحوار)
- 1960: بين السما والأرض (سيناريو)
- 1966: القاهرة 30 (سيناريو)
- 1967: الزوجة الثانية (سيناريو)
- 1968: القضية 68 (سيناريو وحوار)
- 1968: السيرك (قصة وسيناريو وحوار)
- 1969: شيء من العذاب (سيناريو)
- 1971: فجر الإسلام (سيناريو)
- 1973: حمام الملاطيلي (سيناريو وحوار)
- 1976: وسقطت في بحر العسل (سيناريو وحوار)
- 1978: المجرم (سيناريو)
- 1982: القادسية (سيناريو وحوار)
- 1986: البداية (قصة وسيناريو)
- 1994: السيد كاف (قصة وسيناريو)
- 1994: النعامة والطاووس (قصة وسيناريو)

### المونتاج
- 1939: العزيمة
- 1942: على مسرح الحياة
- 1942: عايدة
- 1943: نداء القلب
- 1943: قضية اليوم
- 1944: غرام وانتقام
- 1944: سيف الجلاد
- 1945: شهر العسل
- 1945: الحياة كفاح
- 1945: أحلاهم

### الإنتاج
- 1951: لك يوم يا ظالم
- 1952: الأسطى حسن
- 1973: حمام الملاطيلي

### التمثيل
- 1972: أضواء المدينة (ضيف شرف)

## روابط خارجية
- صلاح أبو سيف على موقع IMDb (الإنجليزية)
- صلاح أبو سيف على موقع الدهليز
- صلاح أبو سيف على موقع قاعدة بيانات الأفلام العربية
- صلاح أبو سيف على موقع ألو سيني (الفرنسية)
- صلاح أبو سيف على موقع أول موفي (الإنجليزية)
- صلاح أبو سيف على موقع قاعدة بيانات الفيلم (الإنجليزية)
- صلاح أبو سيف على موقع كينوبويسك (الروسية)